# Vannozza Cattanei
Vannozza (Vanozza) Cattanei (ur. 1442, zm. 26 listopada 1518) – metresa kardynała Rodriga Borgii, późniejszego papieża Aleksandra VI.

## Życiorys
Pochodziła prawdopodobnie z rodziny rzemieślniczej. Zdaniem części badaczy była luksusową kurtyzaną. Przypuszcza się, że pochodziła z Walencji lub Mantui. Najpewniej w 1466 lub 1467 poznała ówczesnego kardynała Rodriga Borgię, z którym nawiązała romans. W 1474 otrzymała od kochanka dom w pobliżu jego pałacu. W listach podpisywała się jako Vannozza Borgia. W tym samym czasie Rodrigo zaaranżował jej małżeństwo z Domenico d'Arignano, wspominanym w źródłach jako urzędnik Kościoła.
Po śmierci męża Vannozza poślubiła prawdopodobnie Antonia de Brescia. W 1480 trzecim mężem Cattanei został Giorgio della Croce, właściciel winnicy w S. Pietro w Vincoli. Małżeństwa stanowiły jedynie przykrywkę dla romansu Vannozzy i Borgii. Z ich związku pochodziło czworo dzieci:
- Cesare (ur. 1475),
- Juan (ur. 1476),
- Lukrecja (ur. 1480),
- Jofré (ur. 1482).

Vannozza i Rodrigo kilkakrotnie spędzali wspólnie lato w Subiaco, gdzie prawdopodobnie urodziła się Lukrecja. Po urodzeniu Jofrè, kardynał porzucił Vannozzę. W 1484 urodziła zmarłego w dzieciństwie syna Ottaviana (Ottavia), pierwsze i jedyne dziecko niepochodzące ze związku z Rodrigiem. W 1486 zmarł mąż Vannozzy, Giorgio i owdowiała Vannozza poślubiła mantuańskiego humanistę i literata Carla Canale.
W 1493 Rodrigo zabronił Vannozzie uczestniczenia w ślubie ich córki Lukrecji. Po rozstaniu z Borgią, kilkakrotnie odwiedziła go w Watykanie. Były kochanek zadbał o jej sytuację materialną. Prowadziła bogatą korespondencję z dziećmi, najbardziej z córką Lukrecją.